# Franz von Bayros
Franz von Bayros, né le 28 mai 1866 à Zagreb (Autriche-Hongrie, actuellement Croatie) et mort le 3 avril 1924 à Vienne est un dessinateur, illustrateur et peintre autrichien, aussi connu sous le nom de Marquis de Bayros.
Il est connu pour son portfolio controversé Erzählungen am Toilettentische.
On le compare fréquemment à deux autres artistes auteurs d'œuvres érotiques, Aubrey Beardsley et Félicien Rops.
À partir de 1890, il travaille avec le portraitiste Eugen Felix (1836-1906), puis avec le peintre de paysages Gottfried Seelos (1829-1900). Bayros fait alors partie de l'entourage de Johann Strauss, dont il épouse la belle-fille Alice en 1896.

## Œuvre
Illustrations de :
- 1905 - Fleurettens Purpurschnecke. Chansons érotiques et poèmes du XVIIIe siècle
- 1905 - L'Histoire du chevalier Des Grieux et de Manon Lescaut de l'Abbé Prévost
- 1906 - Mémoires de Fanny Hill, femme de plaisir de John Cleland
- 1906 - Les Bijoux indiscrets de Denis Diderot
- 1906 - La Bohème de Henry Murger
- 1907 - Cent Nouvelles nouvelles d'Antoine de La Sale
- 1907 - La Gentille Andalouse de Francisco Delicado
- 1909 - Le Conte de tous les contes ou le Pentameron de Giambattista Basile
- 1910 - La Belle Fille Pao d'Otto Julius Bierbaum
- 1911 - Décaméron de Boccace
- 1912 - Le petit pied de madame et autre de Gustav Hochstetter
- 1913 - Des Rois et des jacobins de Hans Ludwig Rosegger
- 1921 - Divine Comédie de Dante Alighieri

Autres publications :
- Die Bonbonnière. Galante und artige Sammlung erotischer Phantasien (1907)
- Geschichten aus Aretino (1907)
- Die Grenouillière portfolio de 15 dessins (1907), sous pseudonyme (Choisy le Conin)
- Erzählungen am Toilettentische portfolio de 15 dessins (Privatdruck 1908), sous pseudonyme (Choisy le Conin)
- Bilder aus dem Boudoir der Madame CC portfolio de 30 dessins (Privatdruck 1912)
- Lesbischer Reigen portfolio de 6 dessins (Privatdruck Budapest 1920)
- Garten der Aphrodite (Le Jardin d'Aphrodite) portfolio de 18 dessins (sans lieu ni date)
- Les 1001 Nuits 5 dessins (Verlag Wilhelm Borngräber ; Berlin 1913)
- Lustige Blätter[1]

## Galerie
Ses sujets de prédilections sont la masturbation féminine, le lesbianisme, mais aussi la zoophilie, la pédophilie ou le fétichisme.

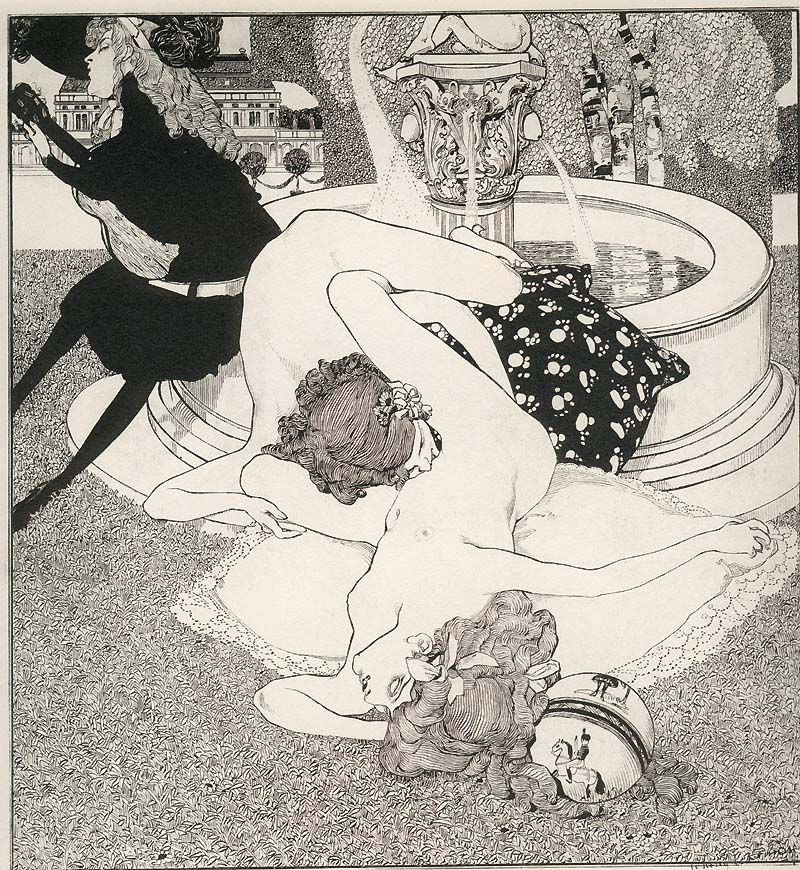
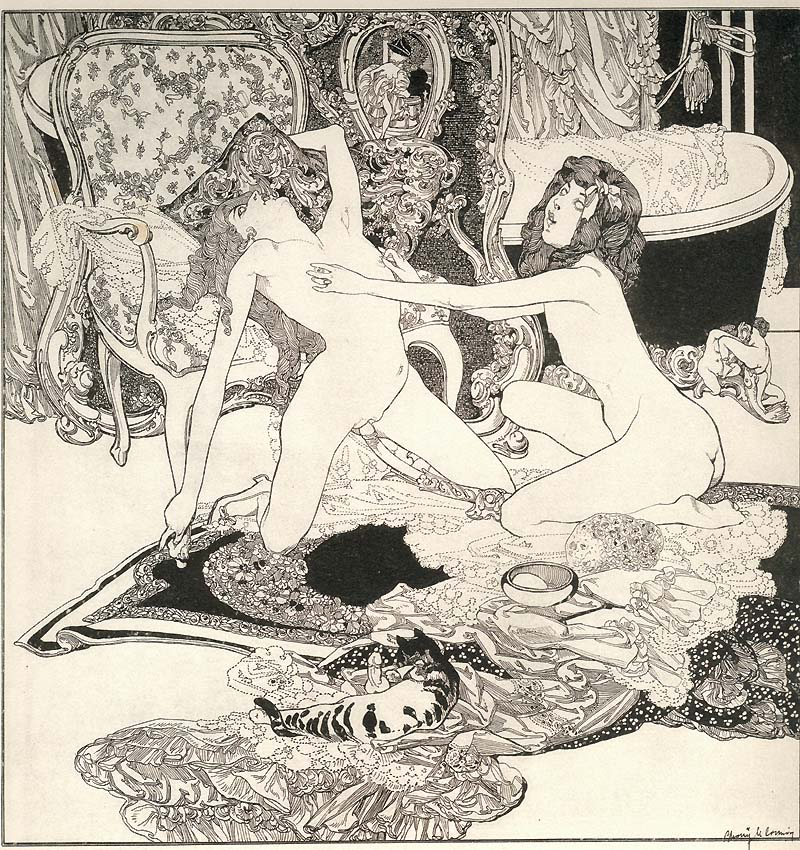
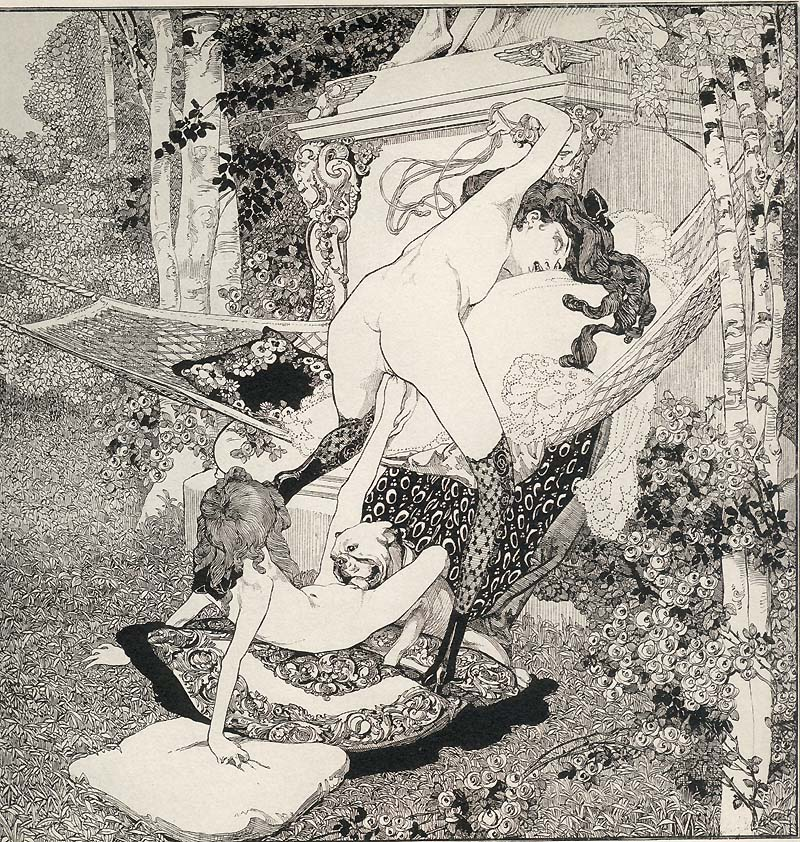
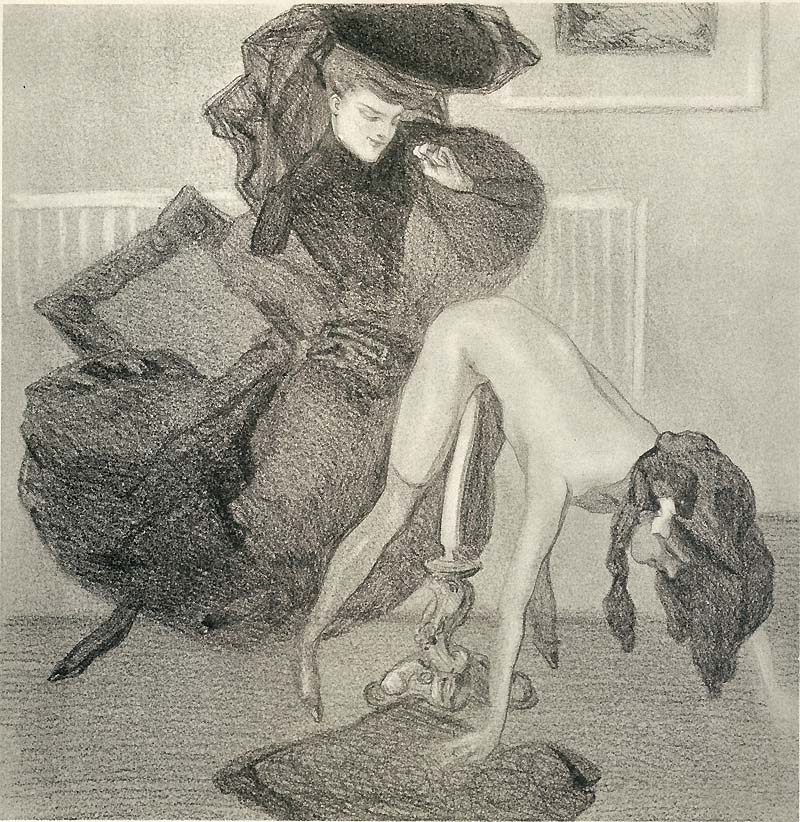
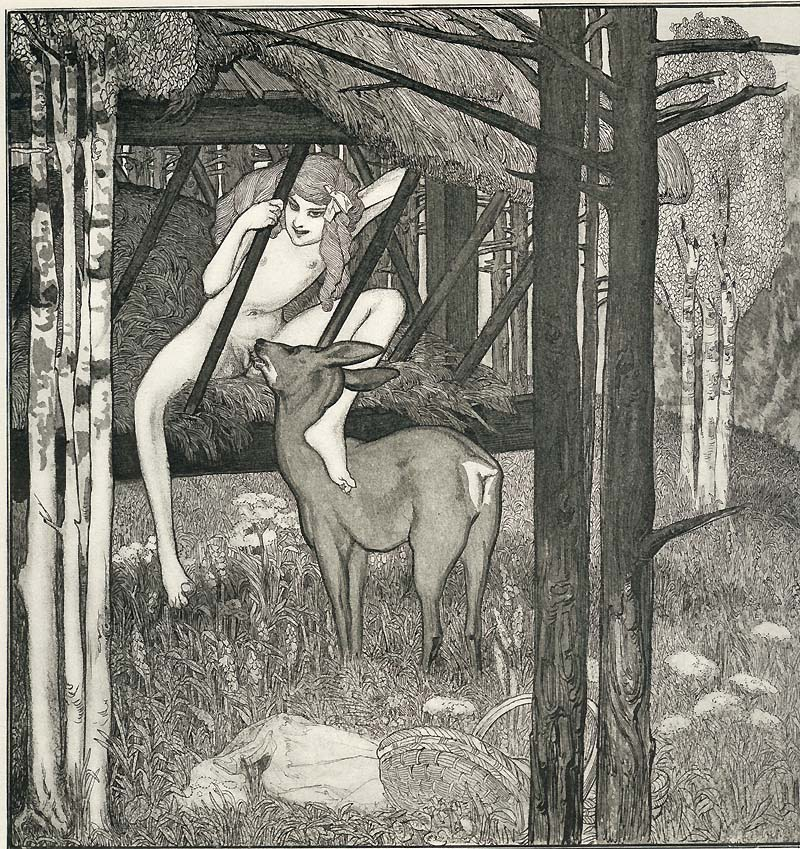
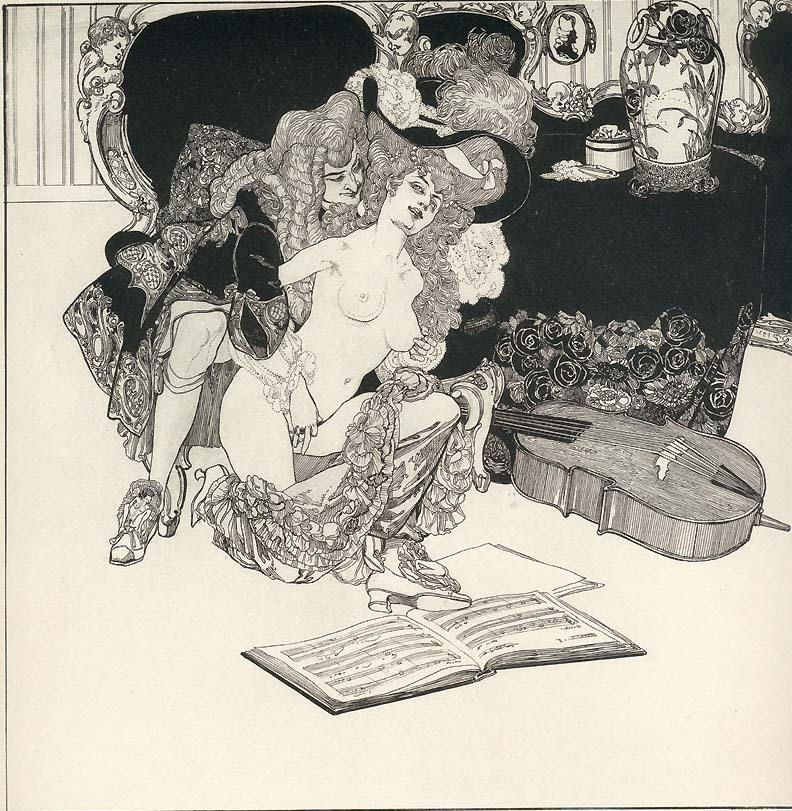
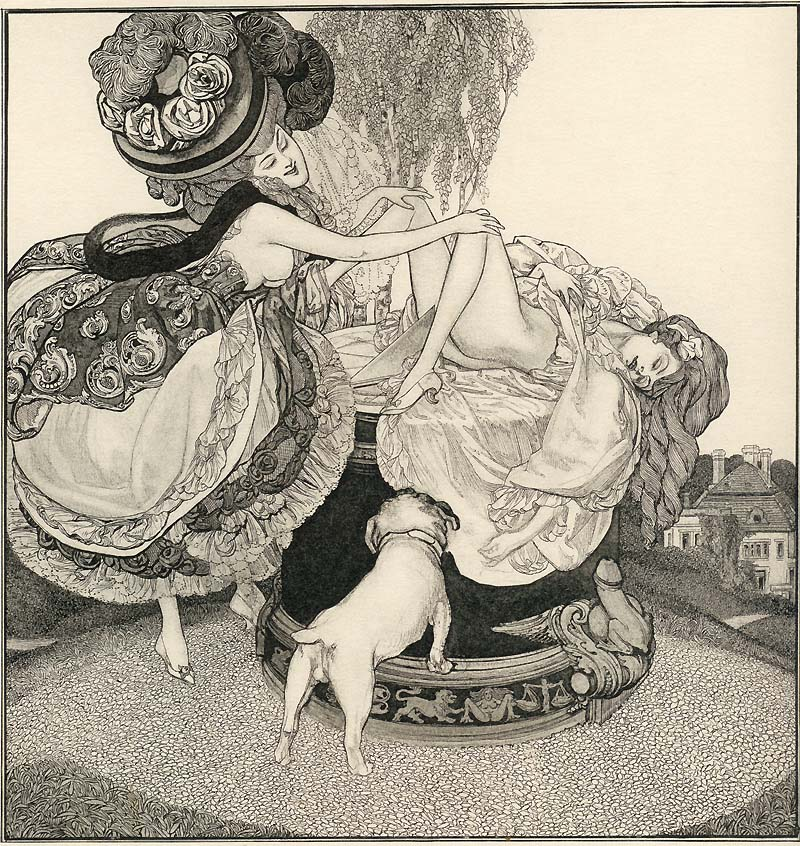
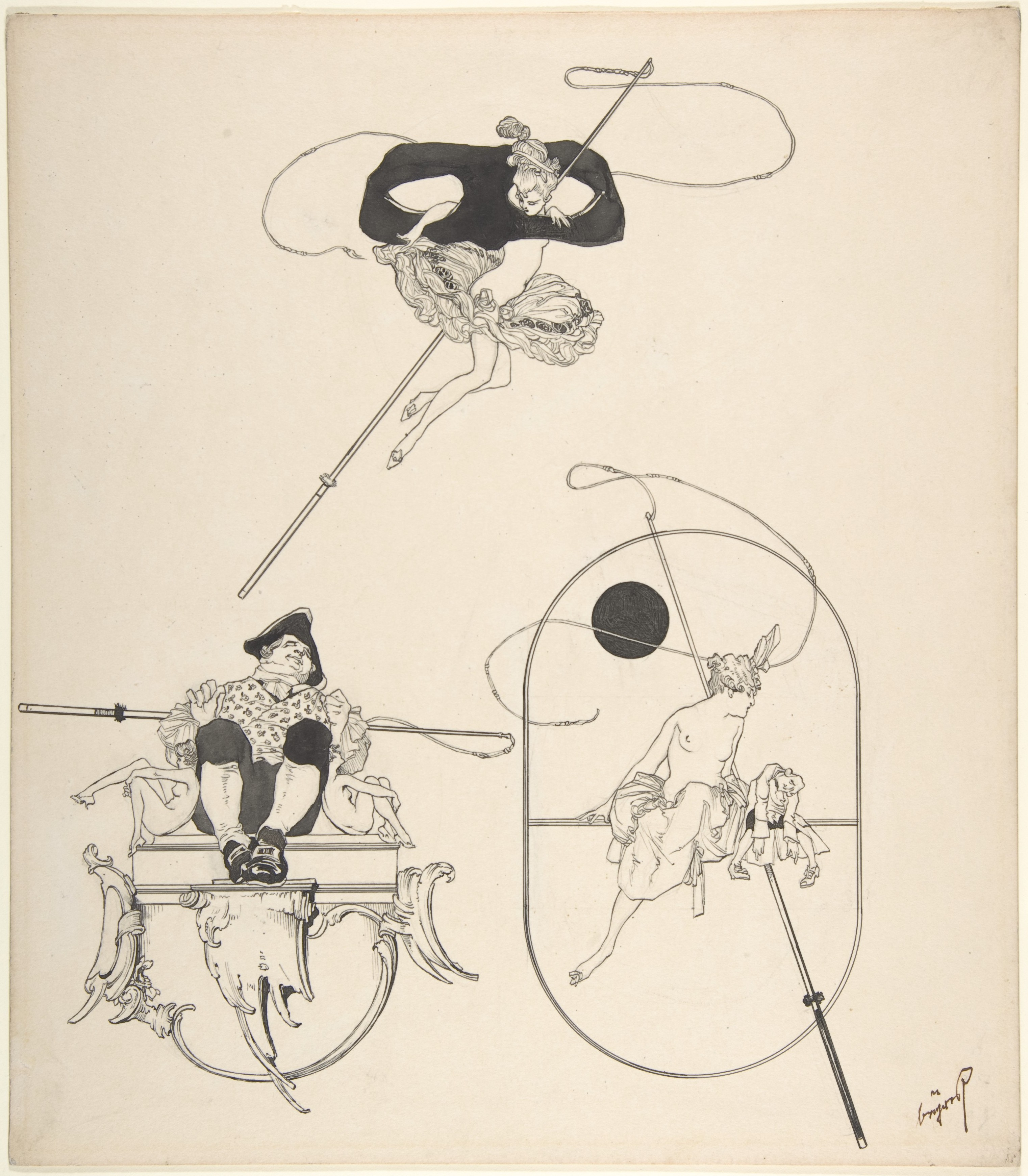
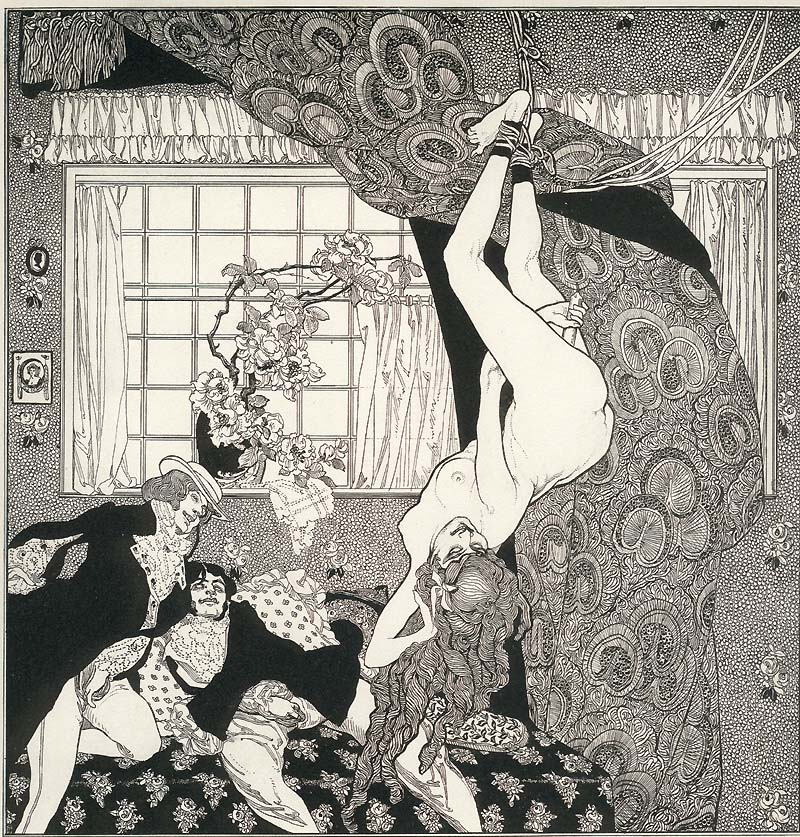
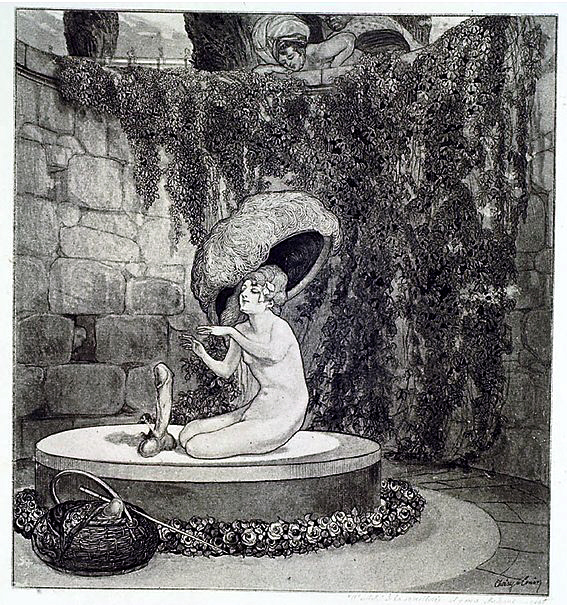
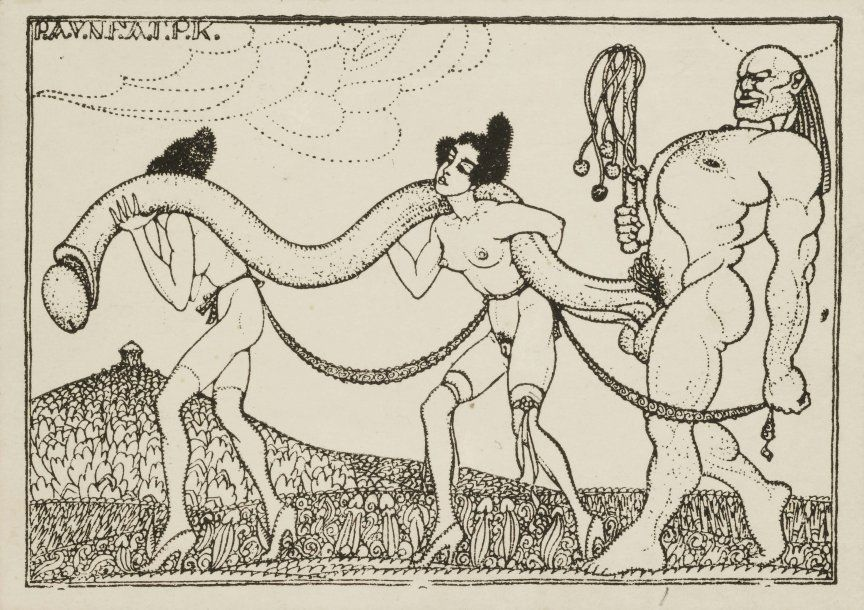
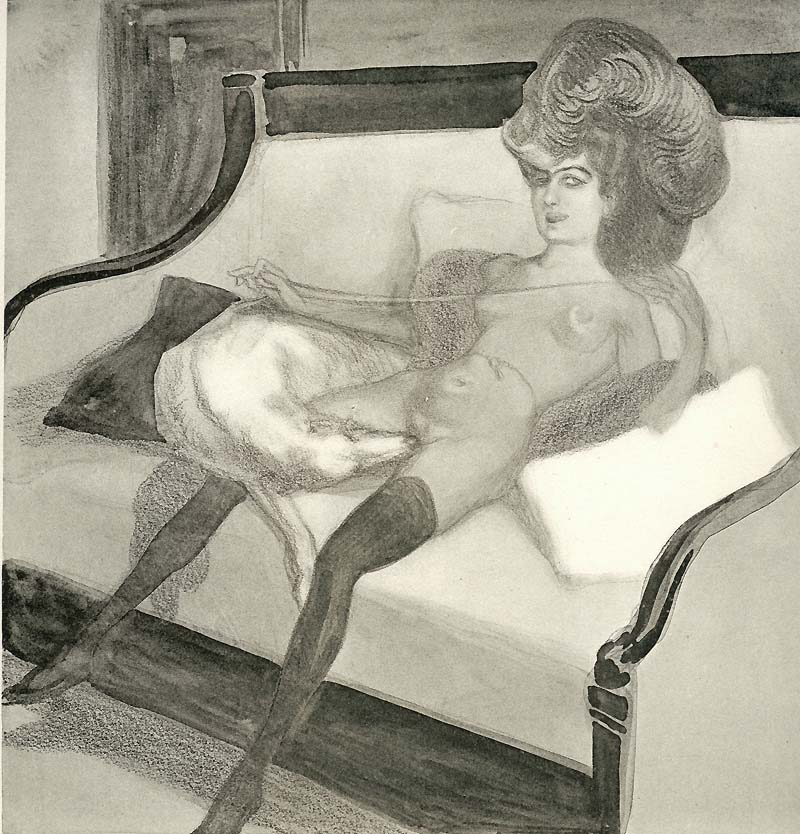
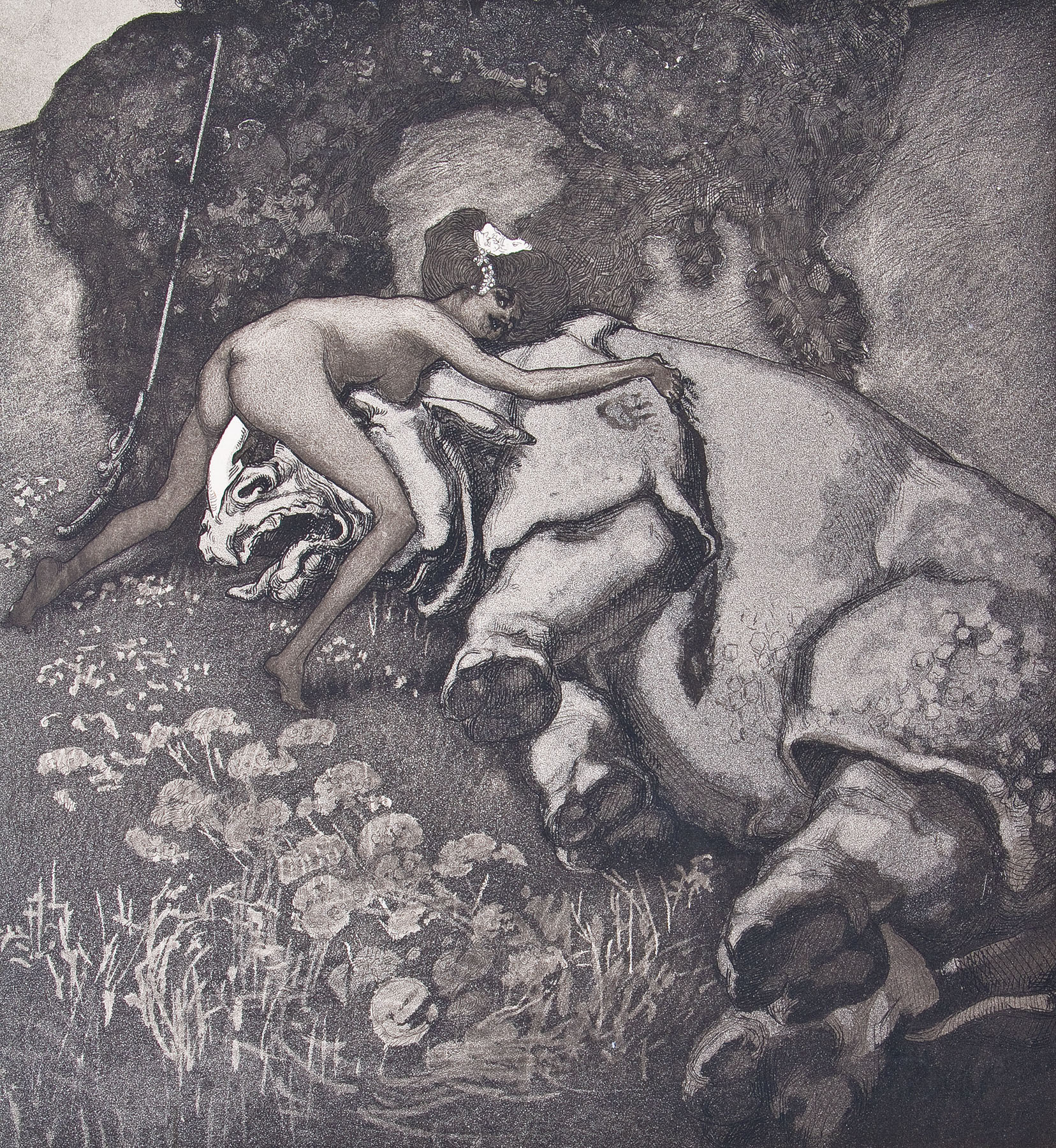
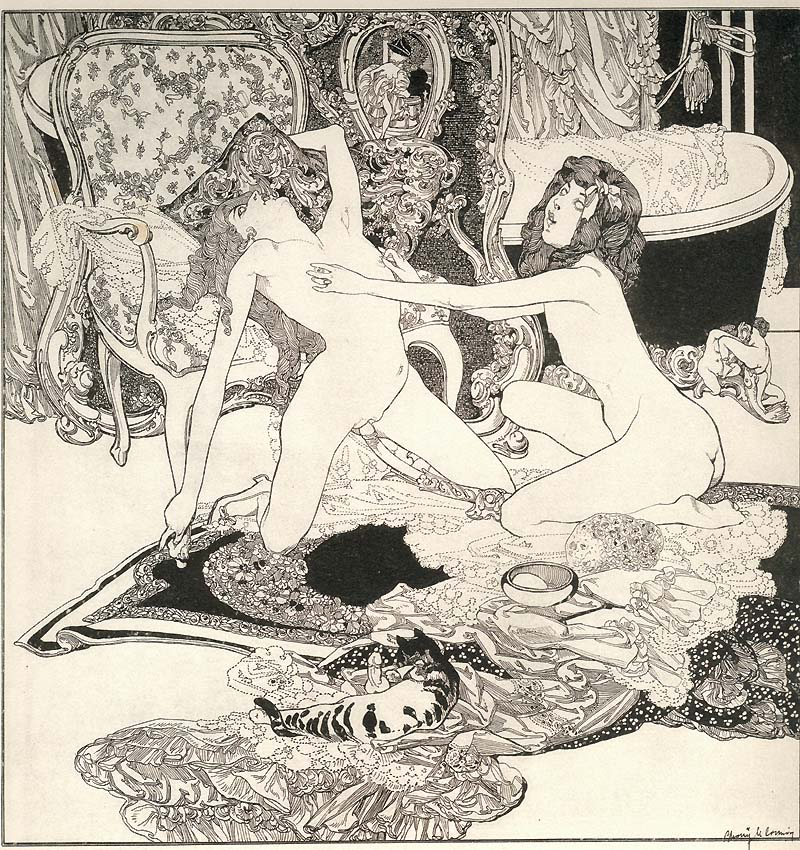